# Women's Super League (rugby à XIII)
Pour les articles homonymes, voir Women's Super League.
La Women's Super League est une compétition de rugby à XIII européenne regroupant l'élite des équipes britanniques féminines de rugby à XIII.  Le niveau de jeu de cette compétition  est considéré comme l'un des meilleurs au monde en rugby à XIII féminin.

## L'histoire
La compétition fut créée en 2018 sur le modèle de son homologue masculine, la Super League.
Elle fut précédée en 2017 d'une sorte de « mini-Super League » disputée par quatre équipes : Bradford, Featherstone, Castelford et Thatto Health. Cette première compétition fut remportée par Bradford, au terme d'une saison où le club fut invaincu et remporta le titre de championnat sur le terrain du Manchester Regional area.
La première saison se dispute du 8 avril au 30 septembre 2018, le calendrier ayant été complètement défini et fixé.

## Les clubs
La Women's Super League fonctionne sur le principe d'une division unique composée de sept équipes britanniques (pour l'année de sa création), sans possibilité ni de relégation, ni de promotion.
Les sept clubs qui participeront à sa première édition seront les clubs de Bradford, Castelford, Featherstone Rovers, Leeds, St Helens RFC, Wigan et York City.

## Déroulement et classement de la première édition

### Phase régulière
La phase régulière de première édition se déroule du 8 avril 2018 à 30 septembre 2018.
| Rang | Club                | J  | V | N | D | Bo | Bd | Pm  | Pe  | Diff | Pts |
| ---- | ------------------- | -- | - | - | - | -- | -- | --- | --- | ---- | --- |
| 1    | St Helens           | 10 | 7 | 1 | 2 | 0  | 0  | 286 | 104 | +182 | 15  |
| 2    | Wigan Warriors      | 9  | 7 | 1 | 1 | 0  | 0  | 250 | 102 | +148 | 15  |
| 3    | Leeds Rhinos        | 9  | 7 | 0 | 2 | 0  | 0  | 344 | 107 | +237 | 14  |
| 4    | Castelford Tigers   | 8  | 4 | 2 | 2 | 0  | 0  | 238 | 154 | +84  | 10  |
| 5    | Bradford Bulls      | 10 | 4 | 0 | 6 | 0  | 0  | 252 | 276 | -24  | 8   |
| 6    | Featherstone Rovers | 9  | 1 | 0 | 8 | 0  | 0  | 150 | 371 | -221 | 2   |
| 7    | York City Knights   | 9  | 0 | 0 | 9 | 0  | 0  | 46  | 448 | -402 | 0   |

|  | Qualifiés pour les demi-finales |

### La grande finale
Le vainqueur de la phase régulière rencontre l'équipe classée quatrième en demi-finale, les équipes classées deuxième et troisième s'affrontant lors de l'autre demi-finale. La grande finale oppose les deux vainqueurs le 13 octobre au Manchester Regional Arena.